# Hoffmann Károly (kanonok)
Hoffmann Károly (Csonoplya, Bács-Bodrog vm., 1848. január 6. – Kalocsa, 1914. július 5.) teológiai doktor, római katolikus apát-plébános, kanonok, főesperes.

## Élete
Gimnáziumi tanulmányait Baján és Kalocsán, a teológiát Bécsben a Pázmánaeumban végezte. 1871. július 26-án pappá szentelték. 1875-ben Kalocsán líceumi helyettes tanár, papnevelőintézeti tanulmányi felügyelő és a szentszéknél szegényvédő, 1879-ben rendes tanár és a bécsi egyetemen teológiai doktorrá avatták. 1887-ben zsinati vizsgáló, 1888-ban kulai plébános, 1890-ben főtankerületi érseki hivatali iskolalátogatóvá neveztetett ki. 1894-ben zeermonostori, másképp pusztaszeri címzetes apáttá nevezték ki. 1902-től kalocsai plébános, valamint a tanítóképző igazgatója és zsinati vizsgáló. 1906-ben a nagyszeminárium rektora. A kalocsai főszékeskáptalanban 1902. április 29-től id. mesterkanonok, 1903. április 15-től tiszai, 1906. július 10-től székesegyházi főesperes, 1907. február 28-tól bácsi kisprépost. Elnöke volt az érseki középiskolák hit- és erkölcstan tanárait felügyelő bizottságnak. A Páli Szent Vincéről nevezetett Irgalmas Nővérek lelki igazgatója volt.
A Bácskába több értekezést írt a kalocsai egyházmegye specialis patronatusi viszonyairól, a Kalocsai Néplapba nevelés- és módszertani, a Magyar Államba házasságjogi cikkeket.